# Japán új hullám
A japán új hullám, vagy Nūberu bāgu (ヌーベルバーグ - nouvelle vague) a japán filmkészítők mozgalma és munkássága az 1950-es évek végétől az 1970-es évek elejéig. Az ebben az időszakban készült japán filmek azonban nem mutatnak rokonságot a francia kollégák alkotásaival, az új hullám elnevezés inkább csak reklámfogás volt.

## Japán új hullám
A szabadidős szokások változásával, a televízió megjelenésével a mozik látogatottsága visszaesett, ennek következtében a közönség összetétele is átalakult: többnyire a szegényebb rétegekből származó fiatal férfiak látogatták a mozikat. A Shochiku stúdió az '50-es évek végén "létrehozta" az új hullámot, melynek keretein belül fiatalokról szóló filmeket készítettek, ezzel alkalmazkodva a nézők igényeihez. A biztosabb siker érdekében megengedték a fiatal rendezőknek, hogy önállóan rendezzenek, ellentétben azzal a régi, bevett szokással, hogy csak hosszú évekig tartó asszisztenskedést követően próbálkozhattak saját alkotással. A Shochiku sikerei a többi stúdiót is arra ösztönözte, hogy fiatalabb rendezőket alkalmazzon.
Azonban a stúdiók nem minden esetben támogatták a fiatalok lázadó szemléletét, a filmjeik sorozatos bukása láttán egyre jobban beleszóltak a rendezők munkájába. Alkotói szabadságuk védelme érdekében sokan szakítottak a nagyobb cégekkel, és az 1962 áprilisában létrejött ATG (Art Theater Guild = Művészmozi Cég) segítségével alkottak tovább, így művészileg értékes műveket mutathattak fel – a független filmgyártás megerősödött.

## Jelentős alkotók
A japán új hullám képviselői: Hani Susumu, Teshigahara Hiroshi, Kurahara Koreyoshi, Masumura Yasuzo, Shinoda Masahiro, Oshima Nagisa, Yoshida Yoshishige, Imamura Shóhei és Shüji Terayama.

### Hani Susumu
A japán új hullám többi filmrendezőétől eltérően, Hani Susumu karrierje a stúdiókon kívül kezdődött. 18 éves korában újságíró-riporterként dolgozott, majd édesapja egyik barátjának cégénél, az Iwanami Kiadóvállalat fotó- és dokumentumfilm részlegében kapott állást, ahol önállóan rendezett dokumentum- és reklámfilmeket.
Filmjeiben amatőr színészeket szeretett alkalmazni, illetve az improvizációra helyezte a hangsúlyt. Az 1950-es évek során készített dokumentumfilmek bemutatták Japánnak a cinema verite stílust, amely nagy érdeklődést váltott ki a többi filmkészítőből is.
Első játékfilmjét, az 1961-es Rossz fiúkat javítóintézetben élő fiúk dolgozatai ihlették, Hani az alkotást eredeti helyszínen forgatta. Az amatőr színészek, akiket a fiatal korosztályból választott, a film hitelességét segítették, ezzel elmosva a dokumentumfilm és a fikció közötti határvonalat.
Az 1960-as évek során folyamatosan rendezett, jelentősebb alkotásai az Antonioni-ra emlékeztető Férfi és nő (1963), a Bwana Toshi dala (1965), amelyben egy Kenyában élő japán mérnök megpróbál együtt élni a bennszülöttekkel, illetve az Első szerelem: pokoli változat (1968). Hani fő témája a fiatalok társadalomba való beilleszkedése és a nők helyzete volt.
Későbbi filmjeit többnyire Afrikában forgatta, különböző helyszínekkel és amatőr felvételekkel kísérletezve. Sajátos stílusával és bizonyos filmes korlátok felszámolásával a japán új hullám jelentős alakjává vált.

### Imamura Shóhei
Tokióban született, 1926-ban egy felső középosztálybeli orvos fiaként. Miután 1951-ben végzett az egyetemen, rendezői pályafutását a Shochiku stúdióban, Ozu Yasujiró asszisztenseként kezdte: a Kora nyár, Az ocsazuka íze és a Tokiói történet című filmekben közreműködve. Imamura azonban nem értett egyet azzal, ahogy Ozu megjelenítette a japán társadalmat filmjeiben. Habár stílusa nagyban különbözött Ozuétól, filmjeiben Imamura is arra koncentrált, amit ő a japán társadalomra leginkább jellemzőnek vélt. „Én mindig is a japán embereknek akartam kérdéseket feltenni, mert ők az egyedüliek, akiknek a leírására, ábrázolására alkalmas vagyok.”-mondta.
1954-ben kilépett Shochikuból, és - jobb fizetés reményében - átszerződött a Nikkatsu stúdióba. Itt Yuzo Kawashima asszisztenseként dolgozott és közreműködött Kawashima Bakumatsu taiyōden című filmjének forgatókönyvében. Társszerzője egy Kawashimáról szóló könyvnek, melyet Sayonara dake ga jinsei da-ként publikáltak.
1958-ban, a Nikkatsu stúdióban készítette el első filmjét, az Ellopott vágyat, amely egy kabuki színtársulat vidéki turnéját mutatja be. Ebben a művében Imamura belemerült néhány vitatott és bizarr témába, ez pedig filmkészítői munkásságának ismertetőjegyévé vált.
A Nikkatsu azonban nem lelkesedett a radikális szemléletmódját, s Imamurát könnyebb hangvételű filmek készítésére kényszerítette, amelyek persze nem elégítették ki a rendező alkotási vágyát.
Az 1961-es filmje, a Disznók és cirkálók egy erőszakos és mozgalmas történetet mutat be a yokosukai támaszponton tartózkodó amerikai hadseregről és annak a japán társadalom alacsonyabb rétegeivel való kapcsolatáról. A Nikkatsu, sokkolva a filmtől, annak Amerika-ellenes hangulatától, nem engedélyezett újabb projektet az elkövetkező két évben Imamura számára. A rendező következő filmjeiben, az 1963-as Rovarasszonyban és 1964-es Gyilkos vágyban sem vett vissza stílusából. Ezzel a három filmmel Imamura, mint erős és egyedi látásmódú rendező vonult be a köztudatba, s a japán új hullám egyik legjelentősebb alakjává vált.

### Oshima Nagisa
A japán új hullám filmkészítői közül Nagisa Oshima volt a legtermékenyebb, és azzal, hogy nemzetközileg sikeres filmeket is alkotott (például az 1960-as Kegyetlen történet az ifjúságról, az 1976-os Érzékek birodalma és az 1983-as Boldog karácsonyt, Mr. Lawrence!), a mozgalom egyik leghíresebb képviselőjévé vált.
Bizonyos filmjei - különösen a Kegyetlen történet az ifjúságról, az Éjszaka és köd Japánban (1960), illetve az Akasztás (1968) - hatalmas vitát generáltak (megjelenése után egy héttel Az Éjszaka és köd Japánban című film forgalmazását leállították), vagy - bizonyos esetekben - nem várt kereskedelmi sikerré váltak.
Oshimát politikai nyugtalansága, illetve arra való törekvése, hogy szakítson a filmes sablonokkal és előírásokkal, Jean-Luc Godard-hoz hasonlítja. A két filmes a világ különböző pontjain, egymástól függetlenül alkotott, de mindketten érdekeltek voltak abban, hogy a filmművészetet megreformálják. Azzal, hogy a saját politikai nézetüket belecsempészték műveikbe, kifogásolták a mozi szórakozásként való definiálását.

### Suzuki Seijun
A Shochiku, majd a Nikkatsu stúdióban rendezőasszisztensként dolgozott, alacsony költségvetésű filmekkel kezdte karrierjét.1956 és 1963 között 27 filmet alkotott, a legkülönbözőbb műfajokban. Filmjeit túlzsúfolt, groteszk stílus jellemzi.
A tetőpontot az 1967-es A gyilkos jegyével érte el, amelyben a műfaj sablonjait a szürreális giccsig vitte el (véres jelenetek, erőszak, erotika, gyors montázs). A Nikkatsu érthetetlennek, megfoghatatlannak tartotta a filmet, s elbocsátotta Suzukit, aki ezután a televízióban és a reklámiparban dolgozott.
Később visszatért a szakmába, stílusa azonban megváltozott: a gúnyt felváltotta a fantasztikum. Az 1980-as Zigeunerwesent című filmje Berlinben Arany Medvét nyert, Japánban pedig a legjobb hazai filmnek választották ebben az évben.